# ジャイアントパンダ属

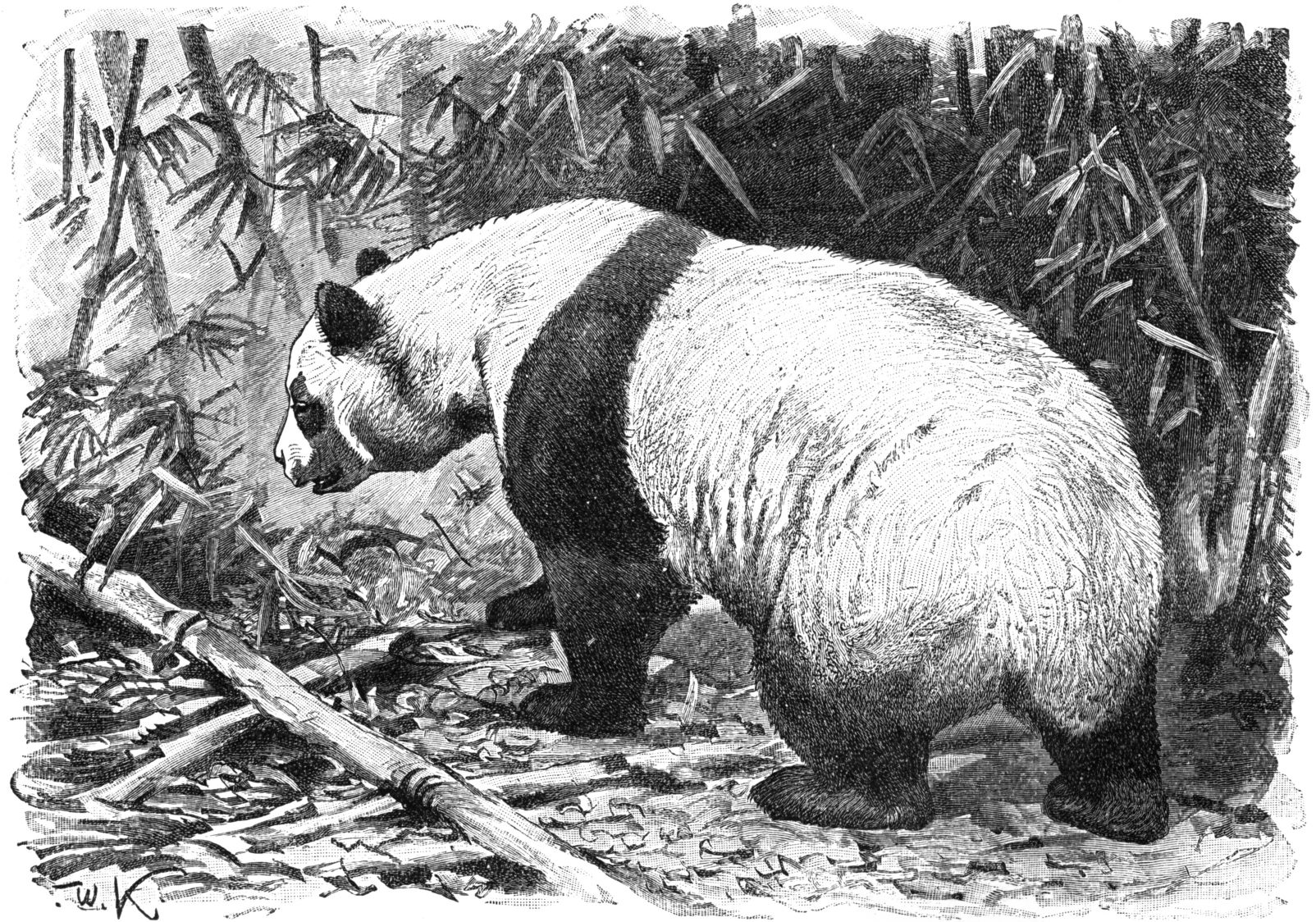
ジャイアントパンダの生態図
アルフレート・ブレーム編著『ブレーム動物事典』を飾る挿絵の一枚として、画家フレデリック・ヴィルヘルム・クネルト (de) が1927年に描いたもの。

ジャイアントパンダ属（ジャイアントパンダぞく、学名：Ailuropoda）は、食肉目クマ科に分類される雑食性哺乳類の1属。約200万年前（新生代第四紀前期更新世ジェラシアン）の中国大陸に出現し、進化した。植物食性傾向、特に竹食への偏向が強く認められる。
2010年時点では、クマ科中のジャイアントパンダ亜科に分類する説と、ジャイアントパンダ族 (tribus Ailuropodini) に分類する説がある。
4種が知られているなか、1種・ジャイアントパンダのみが現存し、他の3種は有史以前に絶滅している。
本属は、約800万年前（後期中新世前期トートニアン）の熱帯多雨林を中心としてユーラシア大陸に広く分布していたアイルラルクトス属（学名：Ailurarctos［含意：パンダ熊、Ailuaractosと誤表記される場合がある］。異称：始熊猫、中国語名：始熊貓［始熊猫］）の、中国大陸南部の種である A. Lufengensis （狭義の「始熊猫」）と系統上つながっているものと考えられる。

## 呼称
学名については、別項「ジャイアントパンダ#分類」、同じく、標準和名については「ジャイアントパンダ#日本語名」にて詳述する。

## 分類
- ITIS（統合分類学情報システム）データベース
  - ジャイアントパンダ属 Ailuropoda  Milne-Edwards, 1870 ※外部リンク

### 上位分類
ジャイアントパンダ類がクマ科の下位分類であることに異説は無いが、分類群（タクソン）としての束ね方で、「クマ科- ジャイアントパンダ亜科」とする説と「クマ科- クマ亜科- ジャイアントパンダ族」とする説に分かれる。しかしいずれにしても、その下位を構成するのは、化石種も含めて、ジャイアントパンダ属のみである。

#### 上位分類説 (1)

##### ジャイアントパンダ亜科
ジャイアントパンダ亜科の姉妹群は、メガネグマ亜科とクマ亜科である。
- Subfamilia Ailuropodinae ジャイアントパンダ亜科
  - Genus Ailuropoda ジャイアントパンダ属
- Subfamilia Tremarctinae メガネグマ亜科
- Subfamilia Ursinae クマ亜科

#### 上位分類説 (2)

##### クマ亜科
- Subfamilia Ursinae クマ亜科
  - Tribus Ailuropodini ジャイアントパンダ族
    - Genus Ailuropoda ジャイアントパンダ属
- Subfamilia Tremarctinae メガネグマ亜科

### 下位分類
表記内容は左から順に、学名、和名もしくは仮名表記（無記は現状未確認の意）、英語名、中国語名（繁体字と簡体字）、特記事項。
なお、ジャイアントパンダ属の中国語表記には、ジャイアントパンダとおおよそ同様に、大熊貓屬（大熊猫属）・大貓熊屬（大猫熊属）・熊貓屬（熊猫属）・貓熊屬（猫熊属）があって統一されていないため、ここでは代表的なもののみを記すこととする。

Genus Ailuropoda ジャイアントパンダ属 Genus Ailuropoda 大熊貓屬（大熊猫属）, 熊貓屬（熊猫属）等
- † Ailuropoda microta (Pei, 1962)

ピグミージャイアントパンダ Pygmy Giant Panda 小種熊貓（小种熊猫）等
既知で最古のジャイアントパンダ属であり、既に竹食への強い偏向が認められる。体長約90cm（約3 ft）と最小種の一つで約200万年前（前期更新世ジェラシアン）に生息。
広西チワン族自治区の Jinyin cave より頭蓋骨が発見されたことで研究が進んだ。
Ailuropoda minor (Pei, 1962) ( Dwarf Panda )はジャイアントパンダ属の下位タクソンとはされていない。
- † Ailuropoda wulingshanensis (Wang et al., 1982)

和名・英名未確認 武陵山熊貓（武陵山熊猫）等
後期鮮新世- 前期更新世。
- † Ailuropoda baconi (Woodward, 1915)

和名・英名未確認 巴氏熊貓（巴氏熊猫）等
約50万年前（中期更新世［en］）に棲息した、同属中の大型種。
Ailuropoda fovealis (Matthew et Granger, 1923) は本種のシノニムとされる。
- Ailuropoda melanoleuca (David, 1869)

ジャイアントパンダ Giant Panda 大熊貓（大熊猫）等
現生。模式種。体長約120-150cm。上述の竜骨坡洞窟にて2005年、約10万- 約8万年前（後期更新世、リス氷期中。cf.）のジャイアントパンダの化石を中仏共同考古学調査隊が発見しており、これによって、ジャイアントパンダが揚子江流域で進化・繁殖していた可能性が高まった。
■ Ailuropoda melanoleuca melanoleuca (David, 1869)
和名未確認（四川亜種） Giant Panda 四川大熊貓（四川大熊猫）, 大熊貓四川亞種（大熊猫四川亚种）等
■ Ailuropoda melanoleuca qinlingensis  Wan Q.H., Wu H. et Fang S.G., 2005:: 和名未確認（秦嶺亜種） Qinling Panda 秦嶺大熊貓（秦岭大熊猫）, 大熊貓秦嶺亞種（大熊猫秦岭亚种）等